# Lake Davis (Kalifornija)
Lake Davis je naseljeno područje za statističke svrhe u američkoj saveznoj državi Kalifornija. Prema popisu stanovništva iz 2010. u njemu je živjelo 45 stanovnika.